# Kaple Panny Marie Pomocné (Zahrady)
Kaple Panny Marie Pomocné, zvaná též Žebrácká kaple, je římskokatolická kaple v Zahradách (místní část města Krásná Lípa). Pozdně barokní sakrální stavba pochází z roku 1808, o její výstavbu se zasloužil místní žebrák a podivín Daniel Hieke. Po druhé světové válce zmizelo vybavení a stavba chátrala, celkovou rekonstrukcí prošla v letech 1994 a 2016. Obraz žebráka Hieka v průčelí kaple namalovala Natalie Belisová.

## Historie

### Původní kaple
V místě stála původně malá polní kaple pocházející patrně z počátku 18. století. Zasvěcená byla svatému Erasmovi, jednomu ze Čtrnácti svatých pomocníků. Interiér proto zdobil světcův obraz. Kapli dal postavit zahradník Christoph Henke z domu čp. 2, jenž se prý po dokončení stavby zázračně uzdravil z bolestivé dny. Na počátku 19. století byla kaple zchátralá a neudržovaná.

### Pověst o žebráku Hiekovi
Na počátku 19. století žil v Zahradách jistý Daniel Hieke. Narodil se v domě čp. 6 v rodině zahradníka. Nejprve pracoval v dole, poté se, až do svých padesáti let, živil jako obchodník režnými nitěmi a síty. Ke stáru se vrátil do své rodné vsi, kde platil za výrazného podivína. Žil velice skromným, poustevnickým životem, byl velmi zbožný, tichý, sám k sobě až příliš přísný. Ve svých pětadvaceti letech si nechal tajně zhotovit řetěz, který nosil nadvakrát omotaný kolem holého těla. Protože řetěz nikdy nesundaval, zarostl mu prý masa. Hieke trpěl zdravotními obtížemi, které se stále zhoršovaly. Přestaly až ve chvíli, kdy mu byl na pokyn otce odstraněn řetěz z těla. Hieke poté rozdal všechen svůj majetek a žil pouze z milodarů. Rachitický špinavý žebrák denně chodil do krásnolipského kostela svaté Máří Magdaleny, kde ho přitahoval obraz Panny Marie Pomocné. Jednoho dne se mu ve snu zjevila právě Panna Marie a požádala jej, aby jí postavil kapli. Hieke neměl vlastní prostředky, proto vybral v okolí dostatek financí, aby mohl svůj zbožný záměr uskutečnit. Darovaný obraz z krásnolipského kostela donesl do kaple sám na zádech. Daniel Hieke zemřel roku 1810 ve věku 74 let, tedy rok po vysvěcení kaple.

### Žebrácká kaple

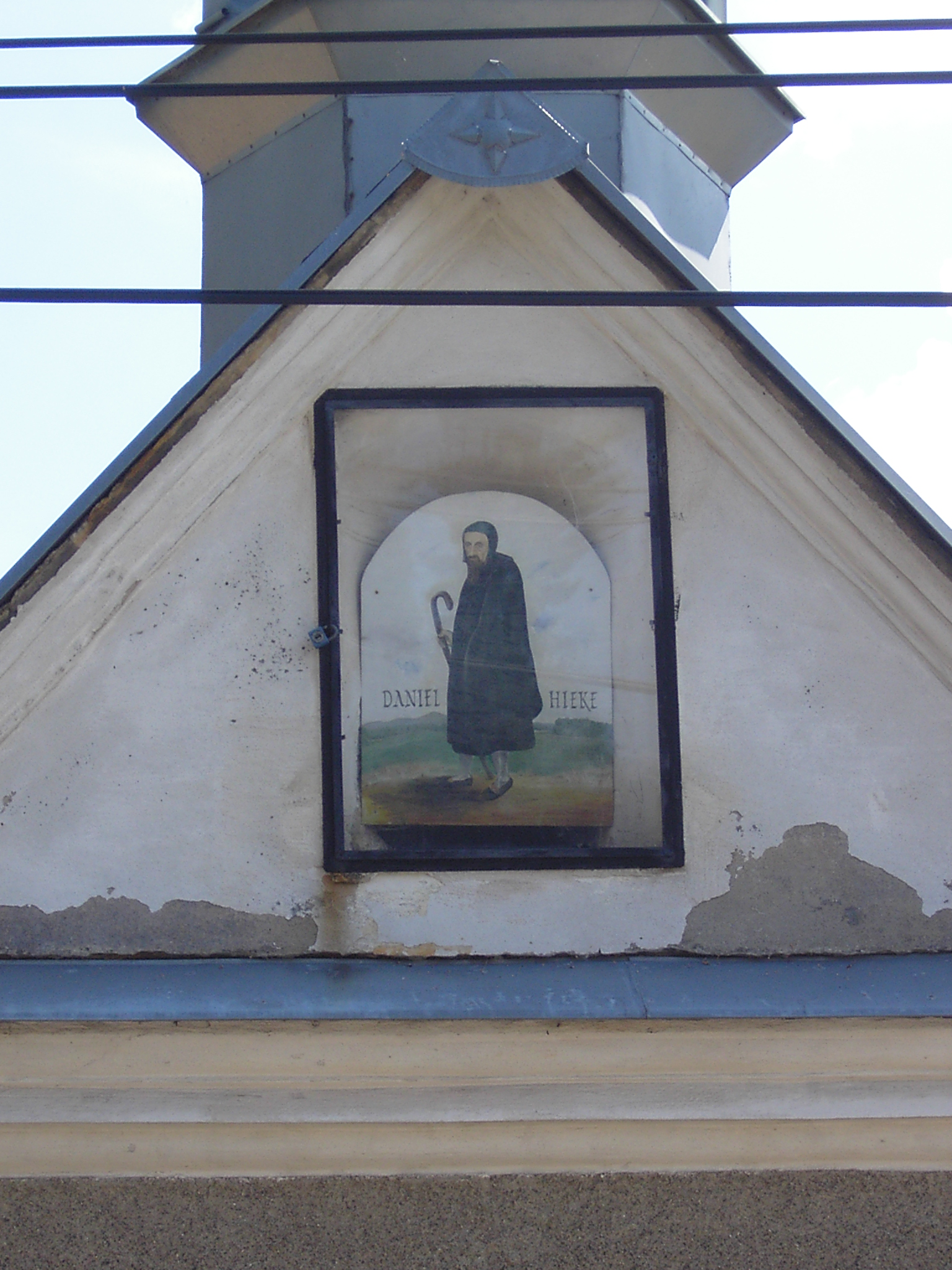
Obraz Daniela Hieka ve štítu kaple (2006)

Místo pro výstavbu nové kaple zvolil krásnolipský farář Hübner, který také daroval obraz Panny Marie Pomocné. Na místě staré polní kaple vyrostla nová v roce 1808 a následujícího roku byla vysvěcena. Po několika letech dal zhotovil Gottfried Hesse z Vlčí Hory nový obraz, kterým nahradil původní malbu. Roku 1822 doplnila kapli věž se zvonem, které byly zaplaceny z veřejné sbírky. Od tohoto roku se pravidelně v poledne vyzvánělo ke cti patronky kaple. Do makovice věže uložili místní obyvatelé pamětní listinu a také starý Hiekův řetěz. Autorem listiny byl Johann Pohl, učitel ze sousedního Krásného Buku. Pro kapli založil v následujících letech nadační fond, jehož výnosy hradily sloužení mší svatých a vedení procesí ke kapli o svátku Navštívení Panny Marie. Kaple byla v následujících letech pravidelně udržována a využívána, významná rekonstrukce věže proběhla roku 1895.
Zlom přinesl konec druhé světové války. Po nuceném odchodu paní Marschnerové, která o svatostánek pečovala, se stala kaple opakovaně terčem zlodějů a vandalů. Nevyužívaná stavba chátrala a hrozil její zánik. Rekonstrukce a záchrana kaple proběhla v roce 1994 z iniciativy místního hostinského Willibalda Klingera. Prozatím poslední rekonstrukcí prošla kaple v létě 2016. Kompletně byly opraveny vnitřní i vnější omítky, střecha, osazena byla nová okna a dveře. Opravenou stavbu požehnal dne 1. června 2017 probošt litoměřické kapituly Jiří Hladík, který pochází z Krásné Lípy. Žebrácká kaple je ve vlastnictví města Krásná Lípa a není památkově chráněná. Pravidelné mše se zde neslouží. Kolem kaple prochází Köglerova naučná stezka.

## Popis
Nevelká kaple je obdélného půdorysu s vykrojenými rohy a půlkruhovým závěrem. Průčelí zakončuje trojúhelníkový štít oddělený výraznou římsou. Nad obdélnými dřevěnými dveřmi je umístěný pískovcový klenák datovaný rokem 1808. Štít zdobí nika s obrazem žebráka Hieka, který roku 1994 namalovala Natalie Belisová volně podle původní předlohy. Fasáda je po poslední rekonstrukci purpurová, členěná bílými lizénami a šambránami. V obou bočních stěnách je umístěno jedno obdélné okno. Ze střechy kryté plechem (dříve šindelem, břidlicí a asfaltovým šindelem) vybíhá mohutná šestiboká sanktusová věž beze zvonu zakončená makovicí s křížem. Interiér je klenutý, z původního mobiliáře (oltář s obrazem, lavice a obrazy) se nedochovalo nic.

## Galerie

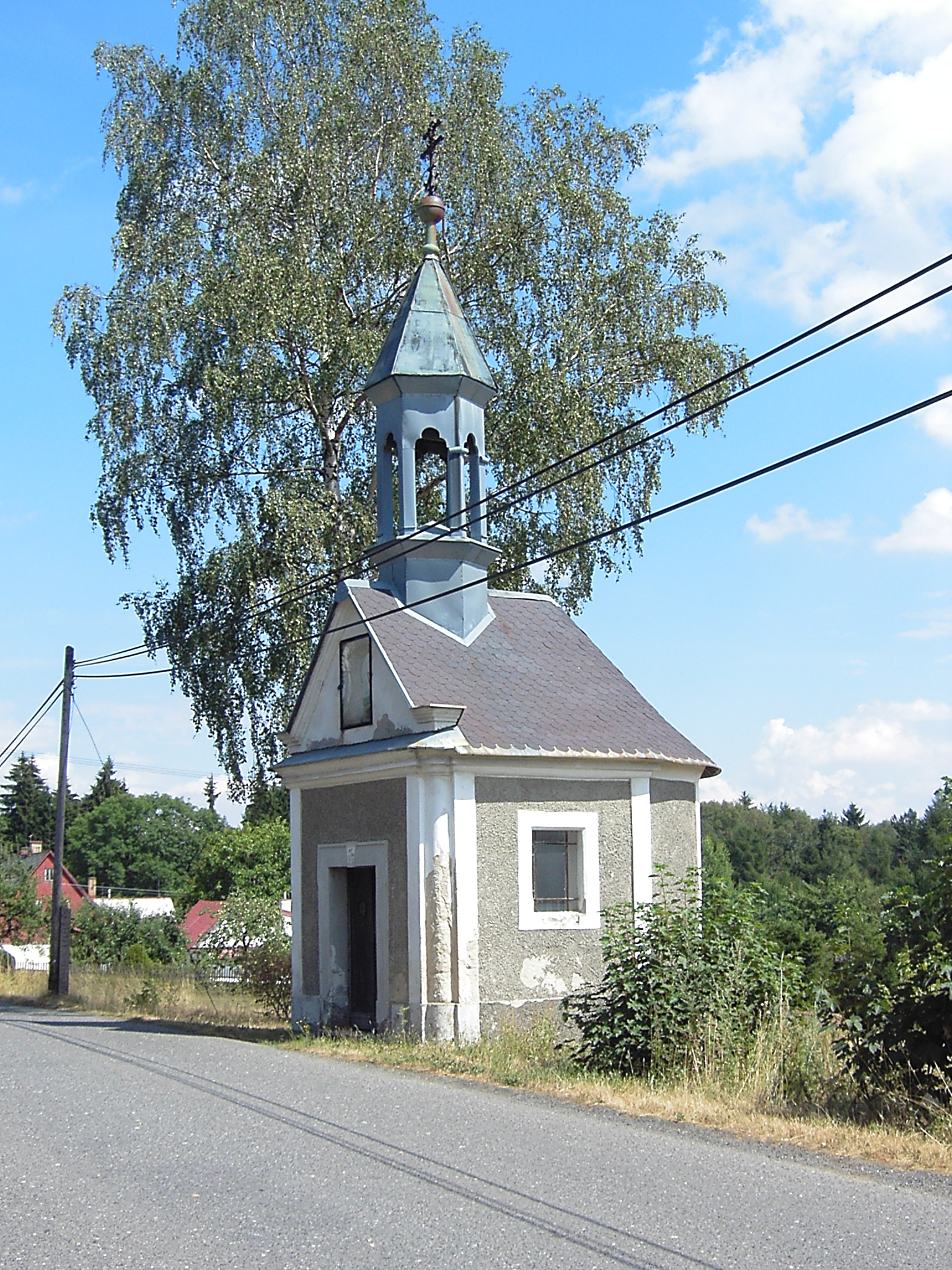
Kaple před rekonstrukcí (2006)
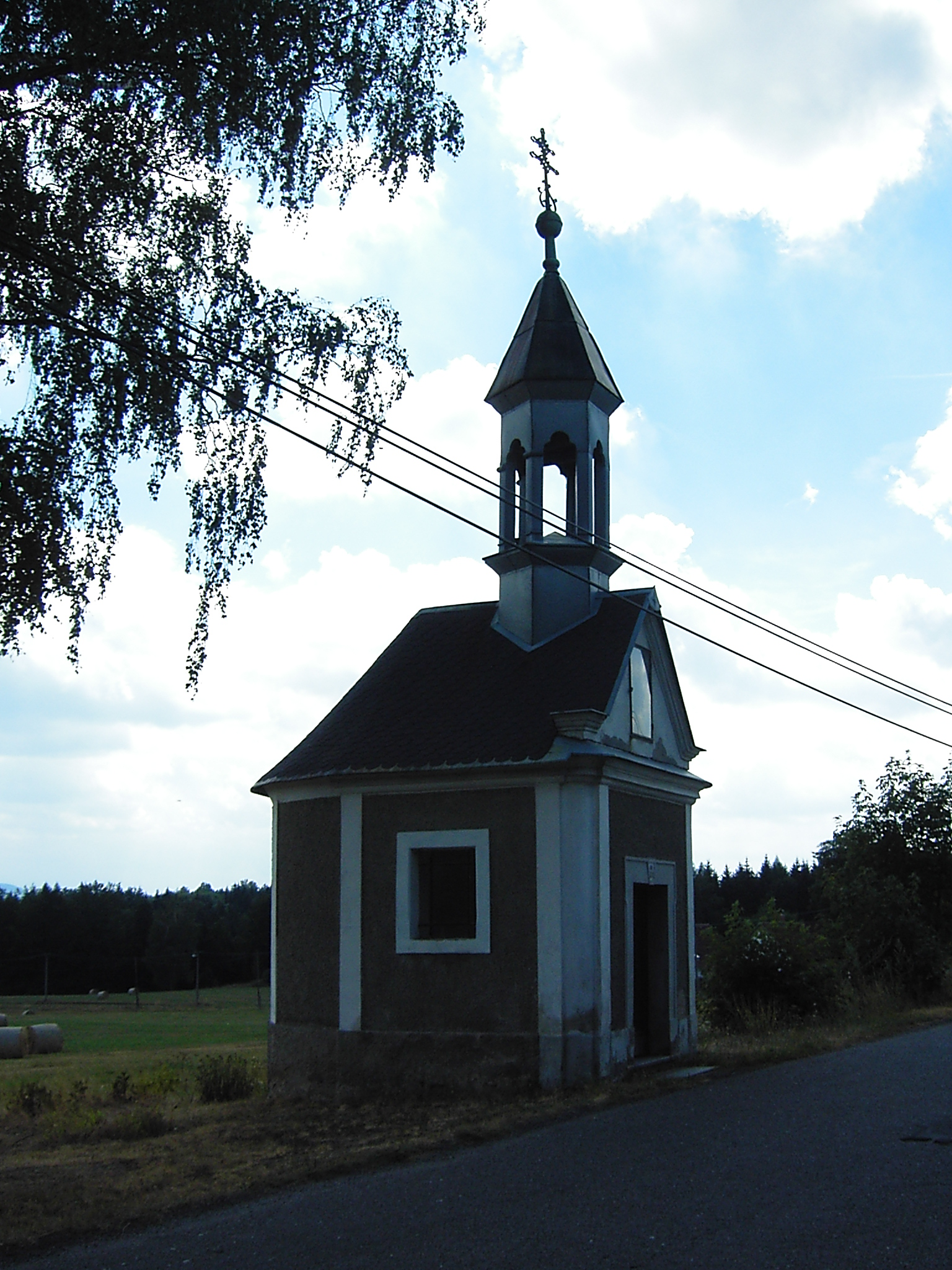
Kaple před rekonstrukcí (2006)
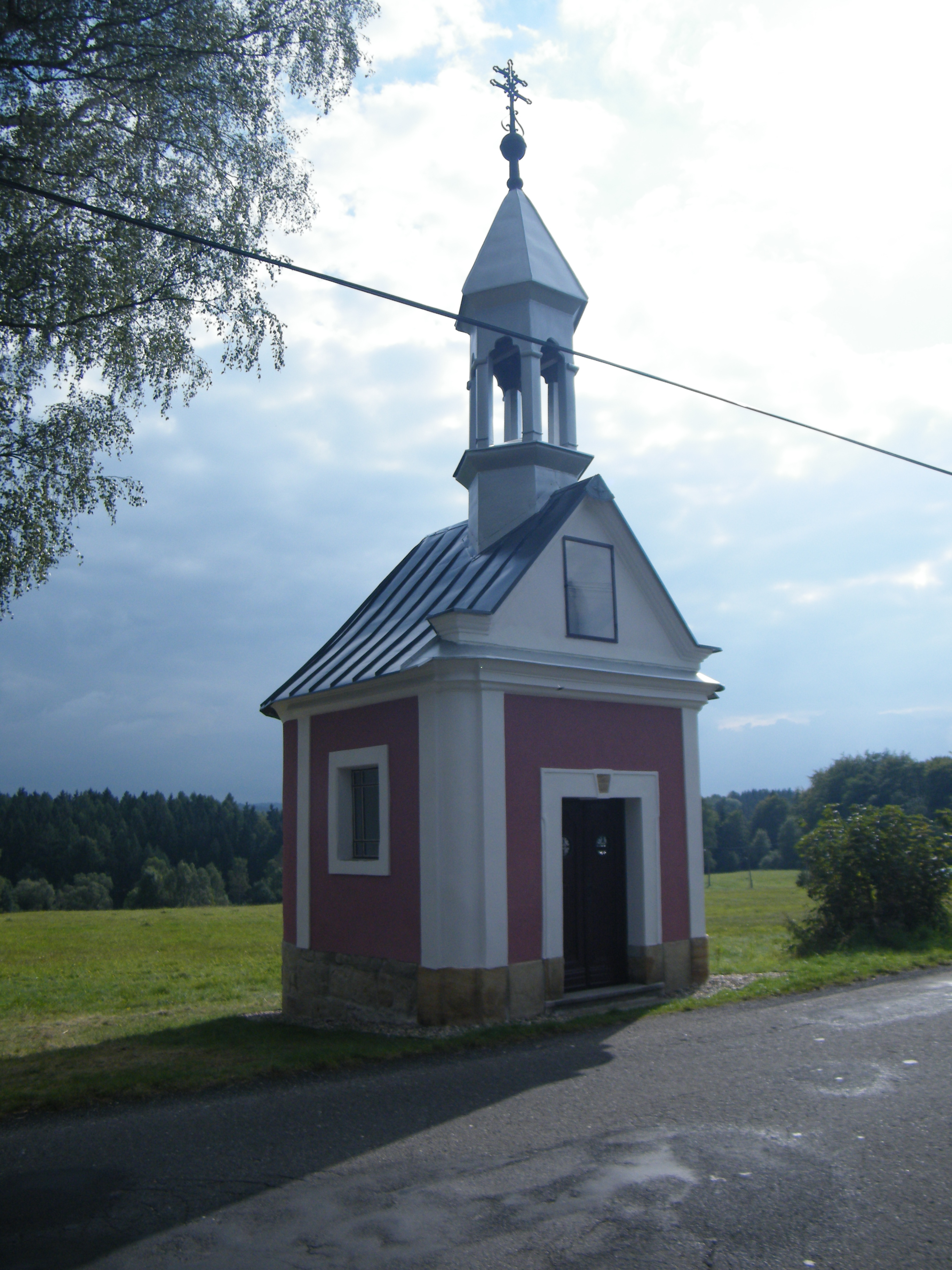
Kaple po rekonstrukci (2016)
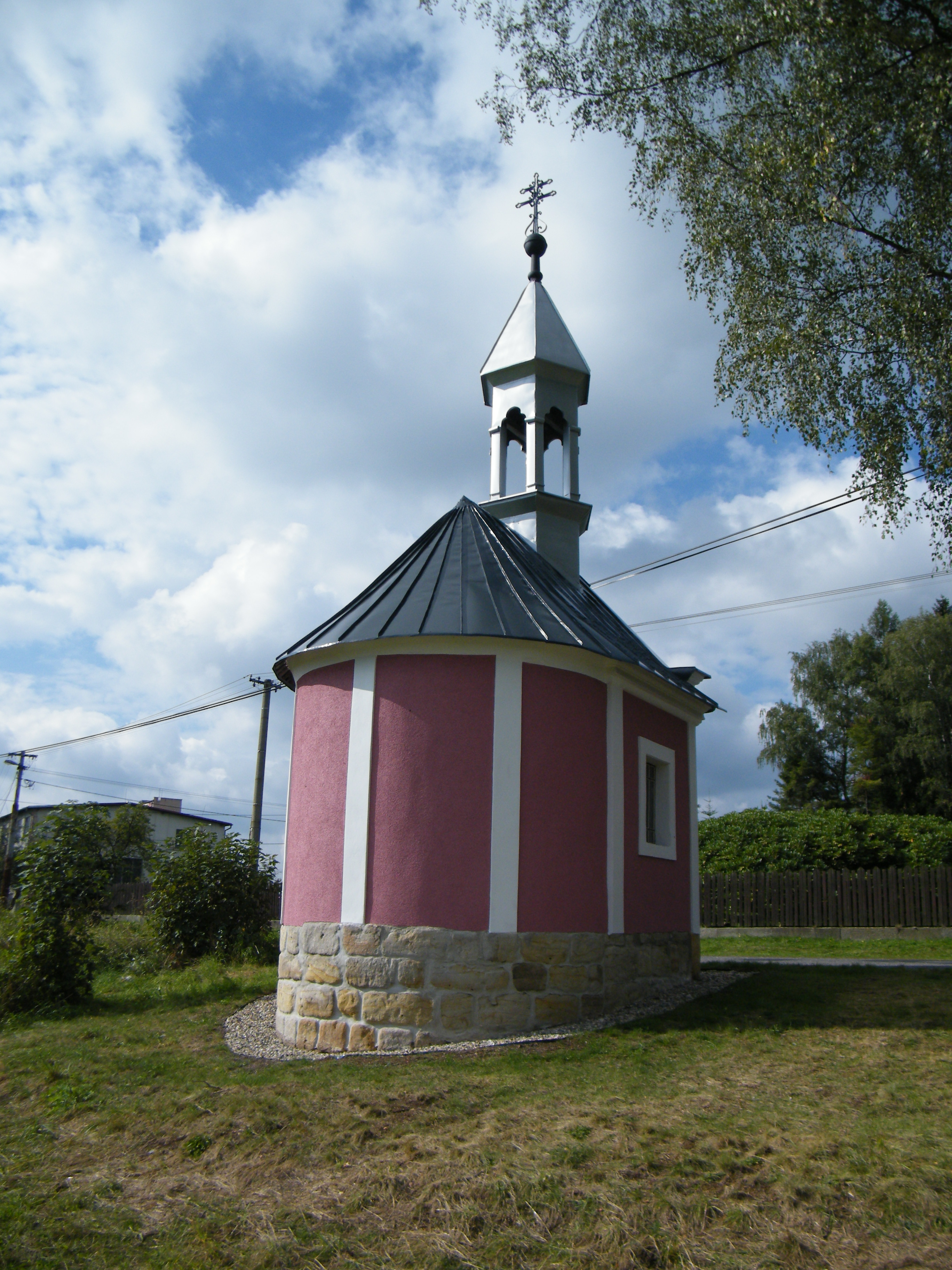
Kaple po rekonstrukci (2016)
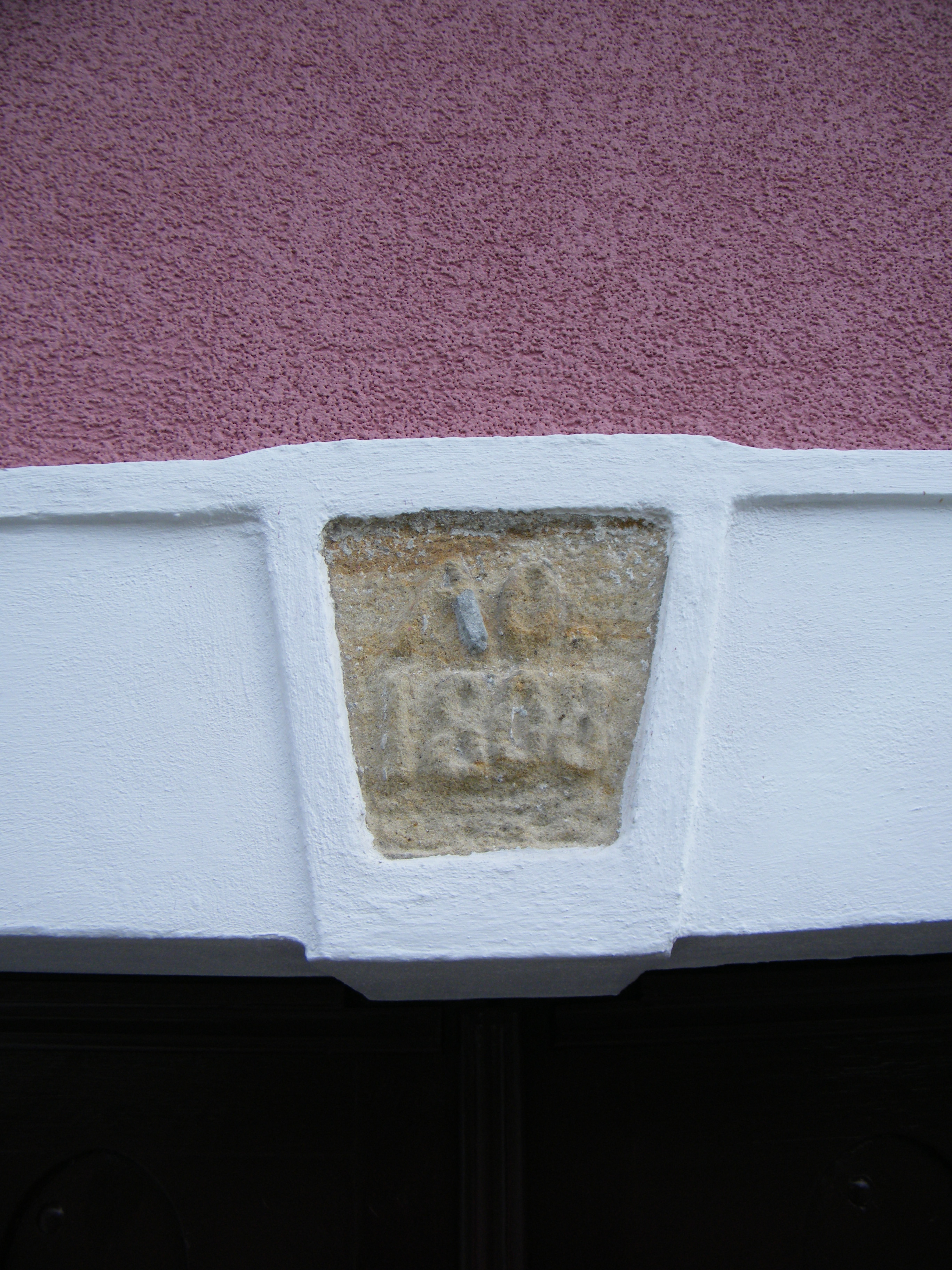
Klenák s datem výstavby (2016)